# 親密 (2009年電影)
《親密》是2009年上映的香港愛情電影，導演是岸西。

## 劇情
阿珮（林嘉欣飾演）和她的老闆湯少（鄭伊健飾演）及幾個同事在同一個辦公室裡工作。阿珮發現她愛上了湯少，但湯少已經結婚，阿珮也不太確認湯少是否知道她的心意。但湯少突然要求阿珮去應徵別工作，阿珮受傷拒絕，要求湯少直接辭退她。

## 角色
- 林嘉欣飾演阿珮
- 鄭伊健飾演湯少
- 駱應鈞飾演球叔
- 曾志偉飾演趙醫生
- 許志安飾演阿姜
- 曾國祥飾演松仔
- 活己嵐飾演珠珠
- 黃智賢飾演麥可

## 放映
- 東京國際電影節：2008年10月23日[1]
- 香港亞洲電影節：2008年10月26日
- 柏林国际电影节：2009年2月10日 [2]
- 香港首映：2009年2月12日[3]
- 舊金山國際電影節（英语：San Francisco International Film Festival）：2009年5月[4]

## 提名及獎項
第15屆香港電影評論學會大獎
- 提名：最佳電影
- 最佳編劇（岸西）
- 推薦電影

第28屆香港電影金像獎
- 提名：最佳編劇（岸西）
- 提名：最佳女主角（林嘉欣）
- 提名：新晉導演（岸西）

第45屆金馬獎
- 提名：最佳原著劇本（岸西）
- 提名：最佳女主角（林嘉欣）
- 提名：最佳剪輯（鄺志良）

## 拍攝場地(部分)
- 黃石碼頭, 香葉道  （页面存档备份，存于）

## 播放時間
| 香港 翡翠台 星期六1:45-4:20節目 | 香港 翡翠台 星期六1:45-4:20節目                                     | 香港 翡翠台 星期六1:45-4:20節目 |
| ------------------------------- | ------------------------------------------------------------------- | ------------------------------- |
|                                 | （週六深宵影院）親密 （2018年6月24日）                              |                                 |
| 智激校園 (2011年6月19日)        | 算死草 （2011年7月3日） 食神 (2011年7月10日) 功夫 （2018年4月29日） |                                 |

## 外部連結
- Claustrophobia （页面存档备份，存于） at the Hong Kong Cinemagic
- Yahoo奇摩電影上《親密》的資料（繁體中文）
- 開眼電影網上《親密》的資料（繁體中文）
- 香港影庫上《親密》的資料（繁體中文）
- 时光网上《親密》的資料（简体中文）
- 豆瓣电影上《親密》的資料 （简体中文）
- 爛番茄上《親密》的資料（英文）
- AllMovie上《親密》的资料（英文）
- 互联网电影数据库（IMDb）上《親密》的资料（英文）